# ديفيد غلاس (سياسي)
ديفيد غلاس هو محامي ووكيل نيابة وسياسي إسرائيلي، ولد في 16 أكتوبر 1936 في بلفوريا ‏ في إسرائيل، وتوفي في 16 أغسطس 2014 في القدس في إسرائيل. نشط حزبياً في مفدال. وقد انتخب عضو الكنيست ‏ (13 يونيو 1977 – 20 يوليو 1981).